# SyncML
SyncML är en öppen standard för fjärrsynkronisering. SyncML-initiativet skapar ett gemensamt språk för synkronisering av alla enheter och program över vilket nät som helst. SyncML ger global interoperabilitet och stöds av fler än 600 program- och maskinvaruutvecklare. Fördelarna för slutanvändaren är att SyncML kan användas i stort sett var som helst och i en mängd olika enheter, oavsett program eller operativsystem. SyncML använder ett standardspråk, XML, för att specificera de meddelanden som synkroniserar enheter och program. SyncML har därför kallats den enda framtidssäkra plattformen för tillförlitlig och omedelbar datauppdatering.
Se även: Bluetooth